# Bad Schönborn
Bad Schönborn est une commune au nord de Karlsruhe en Bade-Wurtemberg, Allemagne.

## Personnalités liées à la ville
- Peter Luder (1415-1472), humaniste né à Kislau.
- Franz Josef Mone (1796-1871), historien né à Bad Mingolsheim.
- Al Sieber (1843-1907), militaire né à Bad Schönborn.